# Charles Andrew Gilman
Charles Andrew Gilman (Gilmanton, 9 febbraio 1833 – Saint Cloud, 7 giugno 1927) è stato un politico statunitense. È stato speaker della Camera dei rappresentanti del Minnesota e vicegovernatore del Minnesota. Nacque nel New Hampshire e successivamente si trasferì nel Minnesota.
Fu senatore del Minnesota nel 1868 e rappresentante del Minnesota tra il 1875 al 1879. Divenne vicegovernatore sotto i governatori John S. Pillsbury e Lucius Hubbard. Più tardi fu nuovamente eletto alla Camera dal 1915 al 1917. Morì a Saint Cloud nel 1927.